# Relations entre la France et l'Islande
Les relations entre la France et l'Islande sont des relations internationales s'exerçant entre la République française et la République islandaise. Les deux pays sont membres de l'espace économique européen mais l'Islande ne fait pas partie de l'Union européenne bien que sa candidature soit posée.
L’Islande et la France sont deux pays ayant une grande tradition de la pêche remontant à la grande période de la pêche à la morue. À titre d'exemple, le village de Fáskrúðsfjörður a accueilli les marins français du XIXe jusqu'en 1914 et garde aujourd'hui une double signalisation français et islandais.

## Relations diplomatiques
Elles sont structurées par deux ambassades, l'ambassade de France en Islande et l'ambassade d'Islande en France, ainsi que par des institutions culturelles, à l'image de l'Institut français d'Athènes. Outre la section consulaire de l'ambassade à Paris, l'Islande dispose de consulats honoraires à Caen, Marseille, Nice, Lyon, Strasbourg, Bordeaux, et un vice-consulat honoraire à Dieppe.

## Relations économiques
En 2012, les importations en France de produits islandais s'élèvent à 154 millions d'euros. Les achats de produits en provenance d’Islande sont concentrés sur trois secteurs :
- les produits de la pêche (frais ou congelés) ;
- l’aluminium, qui représente le quart des importations en provenance d’Islande ;
- les médicaments génériques.

## Rencontres sportives
Les équipes de football masculin se sont rencontrées à 12 reprises : lors de quatre qualifications du Championnat d'Europe (1976, 1988, 1992, 2000), une fois pour la Coupe du monde de football de 1958, lors d'un match amical en 2012 et en quart de finale de l'Euro 2016. La France l'a emporté à 9 reprises et il y a eu 3 matchs nuls.
On retient plus les matchs de handball car les deux équipes occupent les premiers rangs de la scène mondiale. La confrontation la plus marquante est la finale des Jeux olympiques de Pékin en 2008 où la France gagne la médaille d'or face à l'Islande sur le score de 28 à 23.
En 2013, sur 12 rencontres officielles, le ratio est favorable à la France (8 victoires, 2 nuls, 2 défaites)
Dans les autres disciplines, l'Islande évolue dans des divisions inférieures par rapport à la France.